# 久保希望
久保 希望（くぼ のぞみ、1984年6月19日 - ）は、日本のプロレスラー。

## 経歴
- 2002年、WPJに入門するがデビュー前に消滅。
- 2004年、チームPOWERに入門。
- 3月26日、POWER小倉北体育館大会で無法松力とタッグを組んで対婆娑羅&川上慎吾組戦でデビュー。
- 2006年4月、プロレスリング華☆激に移籍。
- 2012年1月、華☆激を退団。
- 2018年6月、スイカ爆発動画で大ブレイク。

## 得意技
ダイビングセントーン
ダブルアームスープレックス
ラリアット

## タイトル歴
- 博多タッグ王座